# San Juan Bautista (Isla Robinson Crusoe)
Koordinaten: 33° 38′ S, 78° 50′ W

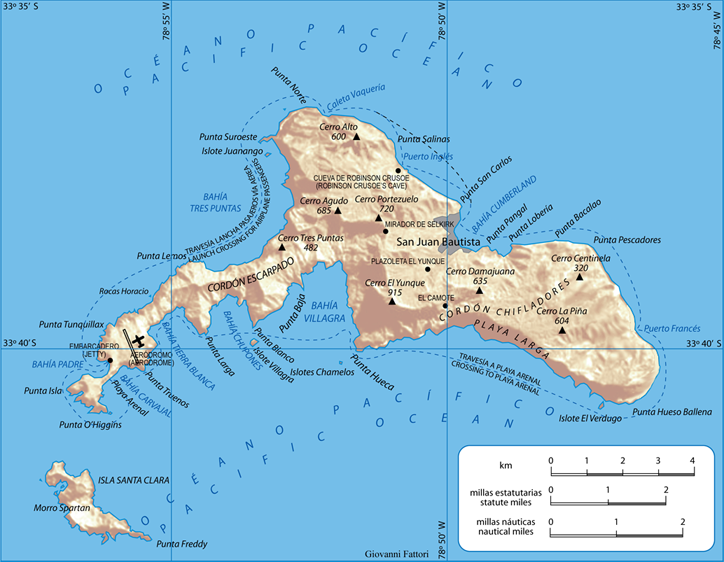
Karte der Robinson-Crusoe-Insel
mit Lage von San Juan Bautista

San Juan Bautista ist der Hauptort der chilenischen Juan-Fernández-Inseln im östlichen Pazifik. Der Ort liegt an der Cumberland Bay im Zentrum der Nordostküste der Robinson-Crusoe-Insel.

## Geschichte

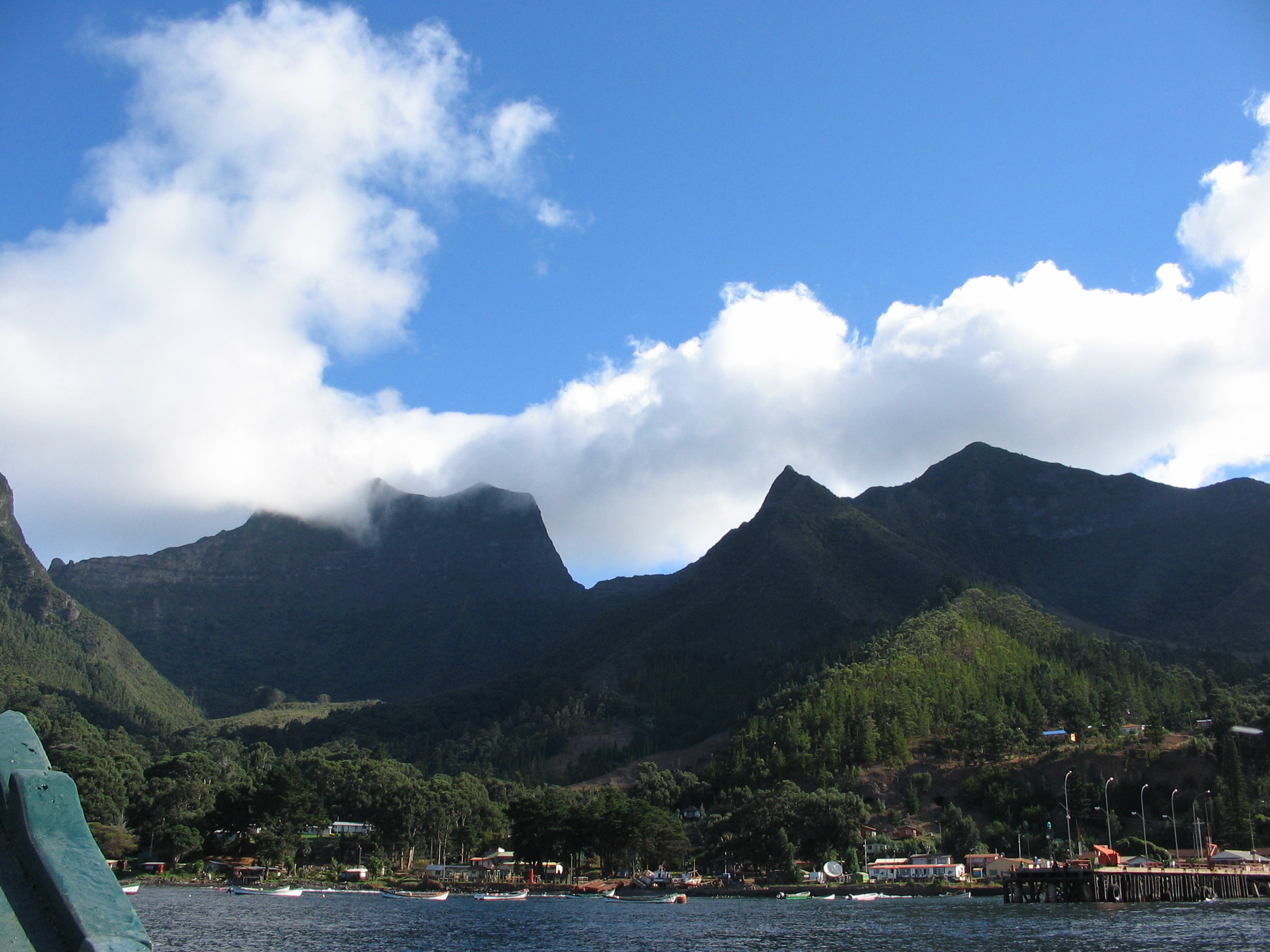
Der Ort San Juan Bautista

Einige Quellen besagen, dass die Gründung im Jahre 1877 erfolgte, während andere Quellen die Gründung auf das Jahr 1750 datieren.
Nach der Schlacht von Rancagua im Jahre 1814 schickten die Spanier 42 chilenische Kreolen der Unabhängigkeitsbewegung auf die Insel. Die Exilchilenen waren unter anderem Juan Egaña und Manuel de Salas, die in den Cuevas de los Patriotas („Patriotenhöhlen“) oberhalb von San Juan Bautista lebten.
Im März 1915 nach dem Seegefecht bei den Falklandinseln versenkte sich der deutsche Kreuzer Dresden vor der Insel selbst. Das Wrack liegt noch immer am Ort.
Beim Tsunami, den das Erdbeben in Chile 2010 auslöste, wurden am 27. Februar 2010 durch bis zu 2,3 Meter hohe Wellen fast alle Gebäude zerstört. Ein Großteil der Bewohner konnte sich rechtzeitig auf höhergelegene Gebiete retten. Für einige jedoch kam die Warnung zu spät.

## Infrastruktur
Obwohl die Bewohner sich eine dörfliche Ruhe mit dem Handel von Hummern bewahrt haben, gibt es einige Fahrzeuge, eine Satelliten-Internetverbindung und viele Fernseher. Bei der Volkszählung 2012 hatte der Ort 800 Einwohner auf einer Fläche von 0,31 Quadratkilometern.
Es gibt ein Fußballfeld am nördlichen Ende der Stadt und eine Schule mit dem Namen Escuela Dresden, benannt nach dem deutschen Schiff Dresden, das hier im Ersten Weltkrieg versenkt wurde.
Die Namen der generell unbefestigten Straßen in der Stadt sind: Larraín Alcalde, Ignacio Carrera Pinto, El Sándalo, Vicente González, Teniente Cortés, La Pólvora, Dresden.